# Stazione di Avellino
Stazione di Avellino vasútállomás Olaszországban, Avellino településen.

## Vasútvonalak
Az állomást az alábbi vasútvonalak érintik:
- Cancello–Benevento railway
- Avellino–Rocchetta Sant’Antonio-vasútvonal

## Kapcsolódó állomások
A vasútállomáshoz az alábbi állomások vannak a legközelebb:
- Stazione di Montefredane
- Stazione di San Michele di Serino
- Salza Irpina railway station